# Соболинка
Соболи́нка (рос. Соболинка) — присілок у складі Яйського округу Кемеровської області, Росія.

## Населення
Населення — 56 осіб (2010; 94 у 2002).
Національний склад (станом на 2002 рік):
- росіяни — 93 %